# Nostradamus (album)
Pour les articles homonymes, voir Nostradamus (homonymie).
Albums de Judas Priest
The Essential Judas Priest
(2006) A Touch of Evil: Live
(2009)
Nostradamus est le seizième album studio du groupe britannique Judas Priest, sorti en 2008.
Nostradamus est un album-concept : tout l'album est un vaste opéra metal narrant la vie et les prophéties du célèbre astrologue français du XVIe siècle. L'album se présente sous la forme de deux disques séparés, l'Acte 1 et l'Acte 2.
Après Angel of Retribution, album signant une certaine forme de retour aux sources pour Judas Priest, le parti pris artistique déployé sur ce seizième album divisa fortement les fans du groupe. De fait, l'album tient une place totalement à part dans la discographie du groupe, tant par sa pochette (toujours dessinée par Mark Wilkinson cependant) que par le fait qu'il s'agisse d'un album-concept, ainsi que par ses arrangements musicaux, faisant intervenir beaucoup d'effets ainsi qu'un orchestre symphonique. En outre, Rob Halford adopte ici une façon de chanter plus lyrique et moins agressive que sur les albums précédents, autant de facteurs qui font de cet album le plus atypique et le plus ambitieux du groupe. 
Comme pour l'album précédent, on notera également l'intervention des claviers, avec la participation de Don Airey, organiste de Deep Purple. 
De par ses expérimentations sonores et son parti pris artistique risqué, cet album se place dans la lignée d'autres albums expérimentaux du groupe, tels le très orienté pop Point of Entry et le très fortement hard FM Turbo.
Nostradamus est aussi le dernier album studio du groupe avec K. K. Downing, qui quittera le groupe trois ans plus tard et sera remplacé par Richie Faulkner.

## Liste des morceaux
Toutes les pistes sont composées par Rob Halford, K. K. Downing et Glenn Tipton. Les pistes marquées d'une astérisque sont en fait le début des morceaux principaux qui suivent, indiqués en gras.

### Acte 1
1. Dawn of Creation * - 2:31
2. Prophecy - 5:26
3. Awakening * - 0:52
4. Revelations - 7:05
5. The Four Horsemen * - 1:35
6. War - 5:04
7. Sands of Time * - 2:36
8. Pestilence and Plague - 5:08
9. Death - 7:33
10. Peace * - 2:21
11. Conquest - 4:42
12. Lost Love - 4:28
13. Persecution - 6:34

### Acte 2
1. Solitude * - 1:22
2. Exiled - 6:32
3. Alone - 7:50
4. Shadows in the Flame * - 1:10
5. Visions - 5:28
6. Hope * - 2:09
7. New Beginnings - 4:56
8. Calm Before the Storm * - 2:05
9. Nostradamus - 6:46
10. Future of Mankind - 8:29

## Singles
- 4 mai 2008: Visions

## Composition du groupe
- Rob Halford: Chants
- K. K. Downing: Guitare
- Glenn Tipton: Guitare
- Ian Hill: Basse
- Scott Travis: Batterie